# Cristóvão Falcão
Cristóvão Falcão (ur. 1512, zm. 1557) – dyplomata i poeta portugalski okresu renesansu. By uczniem i przyjacielem Bernardima Ribeira i Francisca de Sá de Miranda.
Jest między innymi autorem pisanej decymą długiej eklogi Crisfal. Pisał też utwory w formie włoskich ballat.